# Itan Daniel Chavira
Itan Daniel Chavira (2 de noviembre de 1987; Big Bear City, California) es un exjugador de hockey sobre hielo.

## Carrera
Chavira jugó hockey menor en Estados Unidos en la Hockey League, con los Chaquetas Ohio Azul entre 2006 y 2007. Al año siguiente, jugó para los Marineros Yarmouth en el mar, los Junior Hockey League y registró una carrera juvenil-alta, con 101 goles, 44 asistencias y 145 puntos, mientras que los Marineros de acabado como el Campeonato de MJAHL, antes de terminar la temporada en la página de Fred Cup.
Chavira terminó su carrera de liga menor de hockey de convertirse en profesional con el reinado de Ontario de la ECHL. Sin embargo, Chavira solo jugó 16 partidos, el registro de 2 goles y 4 asistencias.
En 2009 fichó por el Espanya Hoquei Club, un equipo de Palma de Mallorca en España (considerado como uno de los mejores equipos de Europa).
Chavira ha sido miembro del equipo nacional de Estados Unidos en línea para los dos últimos Campeonatos del Mundo. Durante el torneo de 2008, terminó empatado en el quinto lugar en anotaciones en el torneo, por la grabación 3 goles y 7 asistencias en 6 partidos, en ruta a un 4 º puesto.
Es miembro del CPLV Dismeva de Valladolid y ha conseguido la copa de S.M. el Rey, la Copa de Europa de clubes y el campeonato nacional de hockey línea.